# Emil Gavriș
Emil Gavriș (n. 28 martie 1915, loc. Chelința, jud. Maramureș — d. 25 iulie 1989, București) a fost un interpret român de muzică populară.

## Studii
Tatăl său, învățătorul Augustin Gavriș, l-a inițiat în tainele viorii. A continuat să studieze vioara în decursul studiilor la Liceul „Mihai Eminescu” din Satu Mare, cu profesorul Adrian Damian, directorul Conservatorului „Vasile Lucaciu” din localitate. Urmează apoi cursurile Facultății de Drept din Cluj (licență) și București (doctorat). A ocupat diferite funcții administrative în Ministerul Învățământului: șef serviciu, director adjunct, inspector etc.

## Debutul și activitatea artistică
Înclinațiile muzicale și le-a pus în valoare în calitate de solist de muzică populară. A debutat la 29 iulie 1945, la Radio România. S-a bucurat de o largă popularitate, devenind colaborator activ al Radioteleviziunii Române. Se numără printre cei dintâi soliști care au valorificat cântecul specific ținuturilor septentrionale ale Transilvaniei, începând cu cântecele localității natale, așezată pe valea Someșului, nu departe de extremitatea de miazăzi a județului Maramureș.
Și-a completat fără preget repertoriul și cu piese din alte ținuturi ale României, precum și cu numeroase prelucrări și creații proprii, cultivând cu precădere melodiile vesele cu poezii șăgalnice. Un mănunchi de 22 din cântecele sale a fost publicat de Editura Muzicală în 1962 în broșura intitulată Cântece populare din repertoriul lui Emil Gavriș.
A desfășurat o bogată activitate de solist popular permanent al mai multor instituții muzicale bucureștene: Teatrul de revistă „Constantin Tănase” (1951-1954), Orchestra „Barbu Lăutaru” a Filarmonicii de Stat „George Enescu” (1954-1961 și 1967-1970) și Ansamblul „Rapsodia Română” (din 1970). A participat la turneele acestora în țară și străinătate: U.R.S.S., Cehoslovacia, R.D.G., Austria, Iugoslavia, Grecia, Italia ș.a.
A condus, în calitate de dirijor, o seamă de orchestre de muzică populară, astfel: Orchestra de muzică populară Radio (1952), Ansamblul de cântece și dansuri „Brâulețul” din Constanța (1965-1967), Orchestra „Doina Argeșului” din Pitești (1967-1968), Orchestra de muzică populară a Filarmonicii de Stat din Arad (în numeroase concerte, între anii 1963-1973), Orchestra „Doina Ilfovului” din București; de asemenea și orchestre populare de amatori, printre care și cea a Clubului Sindicatelor din Învățământ din Capitală (1950-1955). Ca șef de orchestră și violonist a cântat luni de zile în Anglia (1974), la Paris (1975), pe motonavele românești etc.
Artistul desfășoară, totodată, o bogată activitate componistică: coruri, cântece pentru pionieri și tineret (multe din ele publicate în revistele Luminița, Cutezătorii și Șoimii Patriei), piese concertante pentru vioară și pian, romanțe pentru voce și pian, pe versuri de poeți români ș.a.

## Distincții
Bogata activitate desfășurată de Emil Gavriș a fost cinstită cu o seamă de distincții:
- Ordinul Muncii clasa a III-a (9 iunie 1954) „pentru merite deosebite în interpretarea muzicii populare”[1]
- Medalia „Eliberarea de sub jugul fascist” (1954),
- Ordinul Meritul Cultural clasa a IV-a (12 septembrie 1968) „pentru merite deosebite în activitatea muzicală”[2]
- Premiul Concursului de creație pentru tineret pentru lucrarea „Tinerii drumeți” (1977).